# Consuelo Uranga
Consuelo Uranga, conocida como la Roja (Rosales, 1903 - Ciudad de México, 10 de noviembre de 1977) fue una comunista fundadora del Partido Comunista Mexicano (PCM) y pionera en la lucha para el reconocimiento del voto femenino.
Junto a Valentín Campa y Hernán Laborde, fundaron el Partido Obrero Campesino de México después de su expulsión del PCM, después de ser culpados del asesinato de León Trotski. Consuelo presenció la masacre de la Alameda Central en 1952 y participó en las manifestaciones del movimiento estudiantil.
Según el historiador Jesús Vargas, Consuelo es conocida solo por algunas feministas de México, ya que al momento de ser expulsada del PCM, la expulsaron también de la historia como algún tipo de sentencia.
Consuelo participó en la huelga minera y caravana de Nueva Rosita, en 1951, así como en la campaña de Miguel Henríquez Guzmán y en las posteriores protestas por el fraude electoral. También fue parte importante en la campaña electoral de José Vasconcelos.
Uranga apoyó a las brigadas españolas republicanas que recorrieron el país solicitando solidaridad, durante la guerra civil española.